# Lin Yue
Lin Yue (en chino: 林跃; Chaozhou, 24 de julio de 1991) es un deportista chino que compitió en saltos de trampolín y plataforma.
Participó en tres Juegos Olímpicos de Verano, obteniendo dos medallas de oro en la prueba de plataforma 10 m sincro, en Pekín 2008 junto con Huo Liang y en Río de Janeiro 2016 con Chen Aisen.
Ganó cuatro medallas en el Campeonato Mundial de Natación entre los años 2007 y 2015. En los Juegos Asiáticos consiguió tres medallas de oro, dos en 2006 y una en 2014.

## Palmarés internacional
| Juegos Olímpicos   | Juegos Olímpicos        | Juegos Olímpicos | Juegos Olímpicos       |
| Año                | Lugar                   | Medalla          | Prueba                 |
| ------------------ | ----------------------- | ---------------- | ---------------------- |
| 2008               | Pekín (China)           | Medalla de oro   | Plataforma 10 m sincro |
| 2016               | Río de Janeiro (Brasil) | Medalla de oro   | Plataforma 10 m sincro |
| Campeonato Mundial |                         |                  |                        |
| Año                | Lugar                   | Medalla          | Prueba                 |
| 2007               | Melbourne (Australia)   | Medalla de oro   | Plataforma 10 m sincro |
| 2007               | Melbourne (Australia)   | Medalla de plata | Plataforma 10 m        |
| 2009               | Roma (Italia)           | Medalla de oro   | Plataforma 10 m sincro |
| 2015               | Kazán (Rusia)           | Medalla de oro   | Plataforma 10 m sincro |
| Juegos Asiáticos   |                         |                  |                        |
| Año                | Lugar                   | Medalla          | Prueba                 |
| 2006               | Doha (Catar)            | Medalla de oro   | Plataforma 10 m        |
| 2006               | Doha (Catar)            | Medalla de oro   | Plataforma 10 m sincro |
| 2014               | Incheon (Corea del Sur) | Medalla de oro   | Trampolín 3 m sincro   |